# 凜音桃花
凜音桃花（日语：凛音とうか，1990年10月23日—），日本AV女優。所屬事務所是LINX。

## 簡歷
2018年2月以S1的專屬女優身分在AV界出道。
2018年8月脫離專屬身分，成為企劃單體女優。
2020年6月8日在個人Twitter上宣布將於7月9日退出LINX。她打算暫時停止活動，但表示不會引退。
2021年7月起販售的作品數量逐漸增加。雖然本人沒有具體說明，但事實上已經恢復活動。

## 人物
出身於千葉縣。興趣是旅行、看電影和看體育比賽。

## 外部連結
- 凛音とうか オフィシャルブログ （页面存档备份，存于）（2018年5月14日 - ）
- 凛音とうかTokaRinne的X（前Twitter）（2018年5月14日 - ）
- 所属モデル 凛音とうか （页面存档备份，存于） - Team LINX 官方網站